# Alexanderhistoriker
Als Alexanderhistoriker gelten alle antiken Autoren aus dem griechischen und römischen Kulturraum, die historische Werke über das Leben und die Feldzüge des Makedonenkönigs Alexander den Großen verfasst haben. Diese basierten letztlich auf den Berichten von Teilnehmern des Alexanderzuges, also auf der Perspektive der makedonischen Eroberer, die das achämenidische Perserreich sowie zahlreiche Völker Asiens unterwarfen und in den eroberten Gebieten die Zeit des Hellenismus einleiteten. Die meisten dieser Berichte sind uns jedoch nicht oder nur ansatzweise überliefert. Die wenigen (mehr oder weniger vollständig) erhaltenen Alexandergeschichten wiederum sind mit einiger zeitlicher Distanz zu den in ihnen geschilderten Ereignissen entstanden. 
Generell hatten alle antiken Alexandergeschichten eine tendenziöse Ausrichtung und vermittelten ein dementsprechend mehr oder weniger positives oder negatives Alexanderbild. Heutige Althistoriker und Klassische Philologen beschäftigen sich mit der Rekonstruktion der verschiedenen Schichten der Überlieferung, um der historischen Wirklichkeit hinter den Berichten näherzukommen, wobei die Beurteilung Alexanders in der modernen Forschung starken Schwankungen unterliegt. 

## Das griechische Persienbild vor dem Alexanderzug
In der griechischen Geschichtsschreibung waren vor dem Alexanderzug Darstellungen entstanden, in denen das Achämenidenreich im Mittelpunkt stand. Die dementsprechenden Persika können als politisch-enthnographische Werke betrachtet werden.
Das griechische Persienbild vor allem im 4. Jahrhundert v. Chr. wurde durch sie maßgeblich geprägt. Zentrum all dieser Schilderungen war der Hof der Großkönige. Es handelte sich oft um reich ausgeschmückte Schilderungen, die den exotischen Charakter Persiens und des Orients betonten, mit teilweise spektakulär wirkenden Erzählungen über das prachtvolle Hofleben, die Intrigen und Ausschweifungen der Perser. Allerdings gilt beispielsweise der Bericht des Herakleides von Kyme als vertrauenswürdig. Der Wahrheitsgehalt manch anderer dieser (nur fragmentarisch) überlieferten Berichte ist jedoch eher niedrig zu veranschlagen. Besonders in den Persika des Ktesias von Knidos scheinen historische Tatsachen und fabelhafte Romanhandlung teilweise kaum voneinander unterscheidbar gewesen zu sein. Ktesias, der als Arzt am persischen Hof gelebt hatte, wird allerdings in der neueren Forschung mehr beachtet. Ihm selbst kam es wohl weniger darauf an, einen möglichst zuverlässigen Bericht zu liefern, vielmehr wollte er wohl eine „persische Geschichte“ basierend auf orientalischen Traditionen für ein griechisches Publikum schreiben. Die verschiedenen Persika verdeutlichen das große Interesse der Griechen am persischen Weltreich, denen die Griechen in den Perserkriegen erfolgreich getrotzt hatten. Gleichzeitig sind die Persika von Griechen geschrieben worden, die zumindest einen Teil ihres Lebens in Persien verbracht haben bzw. nähere Kenntnis über Persien besaßen. Durch den Alexanderzug wurde das griechische Weltbild noch einmal erheblich erweitert, speziell im Hinblick auf das „Wunderland“ Indien (Indika).

## Alexanders Gefährten

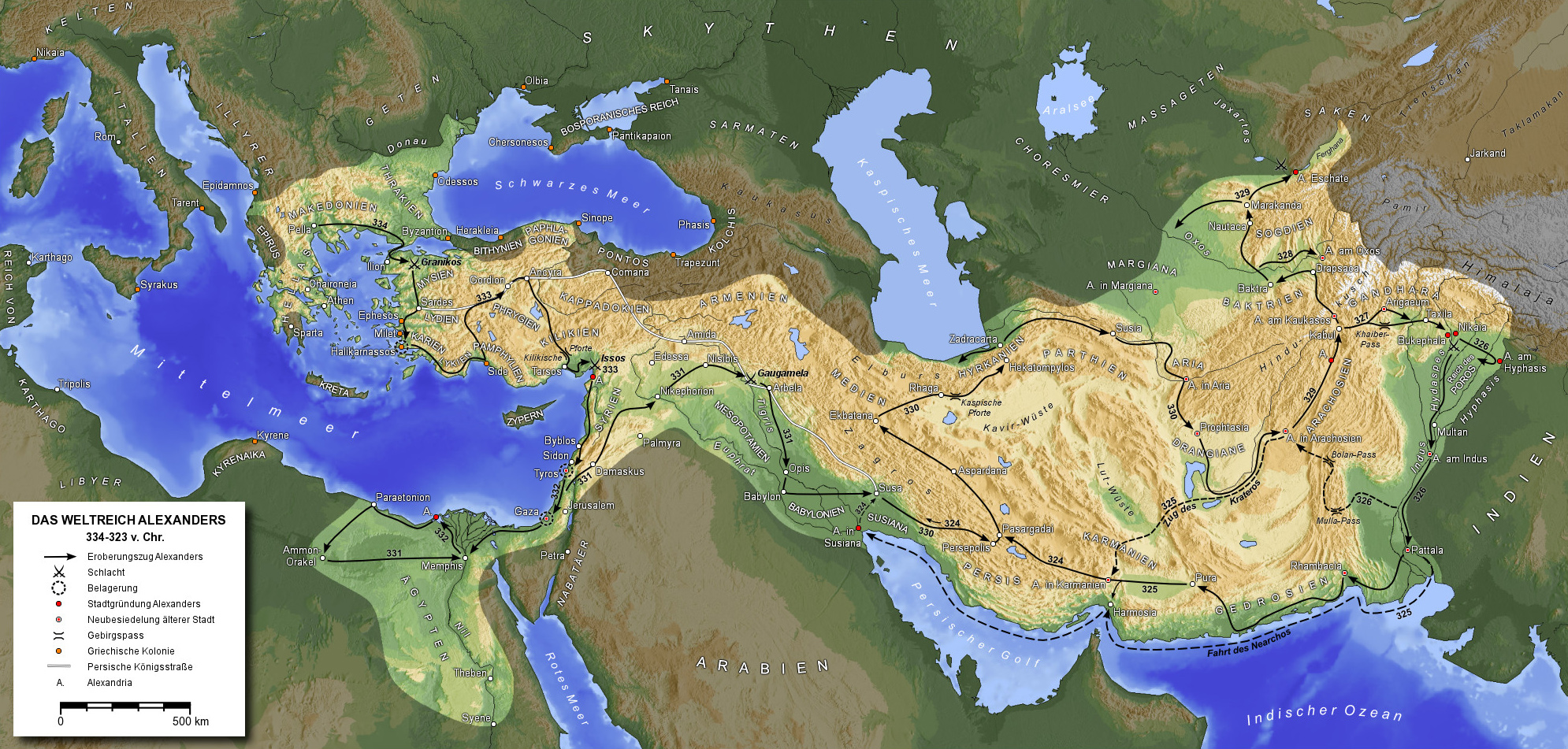
Alexanders Feldzüge in Asien, 334–324 v. Chr.

Auf seinem Feldzug nach Asien in den Jahren 334–324 v. Chr. führte Alexander ein großes Heer aus zunächst etwa 35.000 Makedonen und Griechen quer durch ein Gebiet, das sich vom Nahen Osten bis nach Nordafrika (Ägypten) und in die Kerngebiete des Alten Orients, danach auch bis nach Zentralasien und schließlich den Indischen Subkontinent erstreckte. Dabei trafen die Teilnehmer des Alexanderzugs auf Gebiete und Völker, die der griechischen Welt bis dahin weitgehend unbekannt waren. Einige der Teilnehmer verfassten, teils auf Grundlage ihrer eigenen Erfahrungen, Bücher über den Feldzug, auf denen letztlich alle späteren griechischen und römischen Berichte beruhen. 
Keiner dieser Berichte ist heute direkt erhalten. Es existieren aber Fragmente, das heißt direkte und indirekte Zitate in den Werken späterer Historiker und Schriftsteller sowie vereinzelt Textauszüge. Auf Grundlage dieser Rekonstruktionen ist zumindest eine Tendenz deutlich zu erkennen: sie rücken Alexander als Eroberer des mächtigen Perserreichs in den Mittelpunkt. In teils ausgeschmückten Erzählungen werden heldenhaft anmutende Episoden dargestellt, während das Charakterbild Alexanders in Teilen der späteren Überlieferung (siehe unten zur Vulgata-Tradition) allerdings zwiespältig ausfällt.
Hauptausgangspunkt der meisten Alexandergeschichten (ob mittelbar oder unmittelbar) stellte vor allem das Werk des Kallisthenes von Olynth dar. Kallisthenes war wohl ein Großneffe des Aristoteles und der offizielle Hofhistoriker Alexanders. Er hatte bereits zuvor historische Werke verfasst, von denen keines erhalten ist, darunter eine griechische Geschichte (Helleniká) in zehn Büchern. Sein Hauptwerk stellt aber seine Alexandergeschichte dar. Kallisthenes nahm am Feldzug teil und veröffentlichte sein Werk sukzessive, er wurde aber 327 v. Chr. aufgrund seiner Verwicklung in die sogenannten Pagenverschwörung hingerichtet. Das unvollendete Werk des Kallisthenes hatte einen offensichtlich propagandistischen Charakter, in dem Alexander als epischer Held in der Tradition homerischer Heroen stilisiert und panegyrisch gepriesen wurde. Es behandelte wohl die Zeit bis 331/30 v. Chr. und war in einem dramatisierenden Stil verfasst, wobei neben den zentralen Feldzugs- und Schlachtbeschreibungen zahlreiche Exkurse eingebettet waren. 
Die Alexandergeschichte des Kallisthenes hatte einen großen Einfluss auf alle nachfolgenden Alexanderhistoriker, zumal er hinsichtlich der Ereignisgeschichte wohl dennoch recht zuverlässig war. Eine Ausnahme dürfte Anaximenes von Lampsakos gewesen sein, dessen heute verlorene Alexandergeschichte wohl ebenfalls während des Feldzugs verfasst wurde. Sie stellte Alexander ebenfalls sehr positiv dar, hatte aber keine größere Nachwirkung. Des Weiteren sind mehrere andere Alexandergeschichten von Feldzugsteilnehmern belegt. Diese Werke schilderten Alexander weitgehend positiv, hatten aber unterschiedliche Schwerpunkte. 

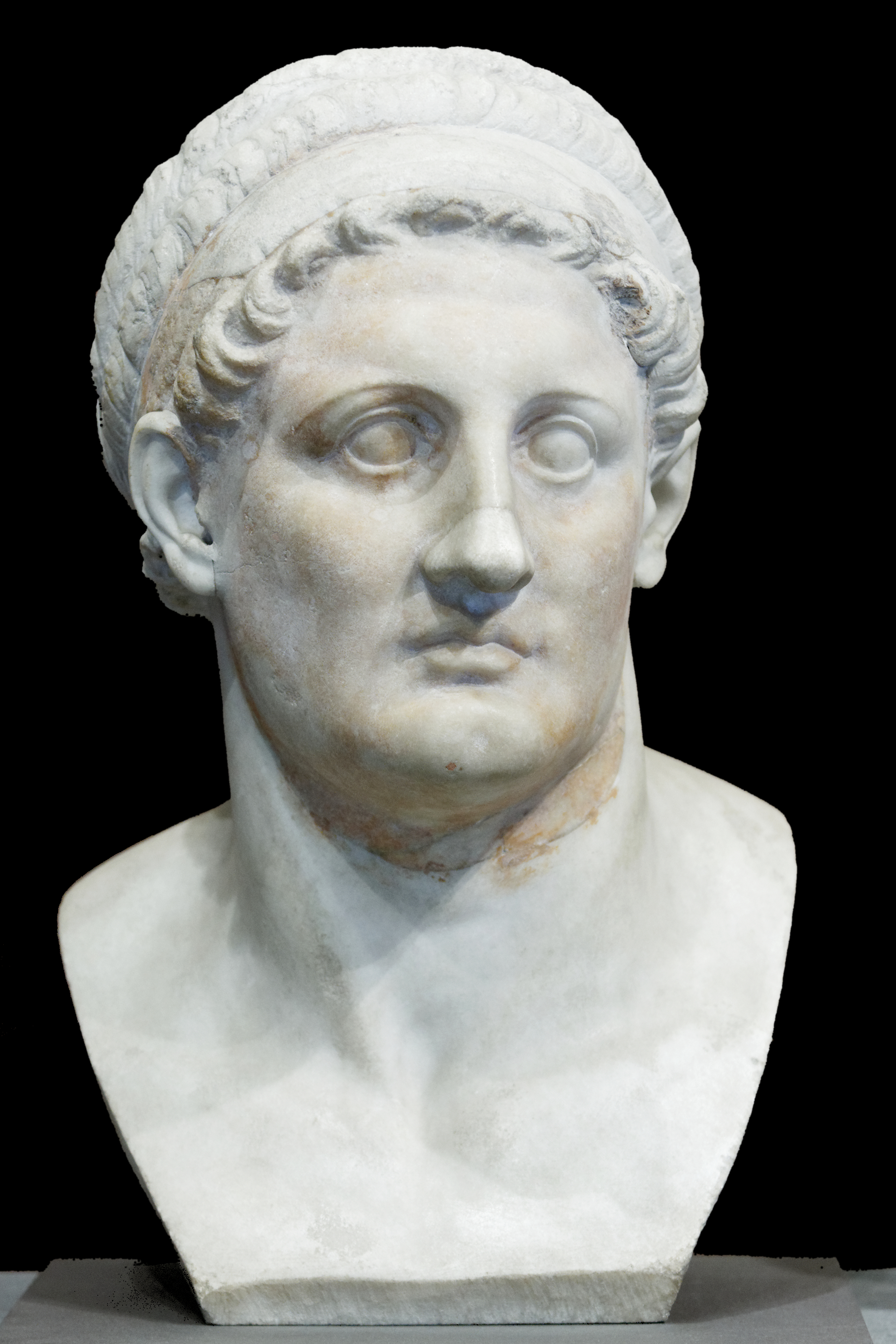
Ptolemaios I., Alexanderhistoriker sowie König des von Alexander eroberten Ägypten und Begründer der Dynastie der Ptolemäer. Marmorbüste des 3. Jahrhunderts v. Chr. mit späteren Veränderungen, Louvre.

Ptolemaios stammte aus adeliger makedonischer Familie. Er war ein enger Gefährte und Freund Alexanders. Nach dessen Tod gelang es ihm, in Ägypten die Macht als König zu übernehmen und sich in den Diadochenkriegen zu behaupten. Dementsprechend präsentierte er sich in seinem Geschichtswerk, das stark autobiographisch geprägt war, als loyaler Vertrauter des Königs, wobei er seine Rolle besonders hervorhob. Seine Alexandergeschichte scheint dennoch, betrachtet man die überlieferten Aussagen (fast ausschließlich bei Arrian) ein nüchterner, stark auf militärische und politische Vorgänge (über die er aus eigener Erfahrung vertraut war) ausgerichtetes Werk gewesen zu sein. Im Hinblick auf die Ereignisgeschichte wird Ptolemaios als dementsprechend wertvolle Quelle betrachtet, zumal er ausgeschmückte Erzählungen vermied. Alexander wurde freilich stark heroisiert dargestellt und in die Reihe der angeblich göttlichen Vorfahren der Argeaden, des makedonischen Königshauses, gestellt. Er sei tapfer und ein genialer Stratege gewesen, womit Ptolemaios durchaus gängige Vorstellungen präsentiert, die hinsichtlich Alexander noch bis in die Moderne prägend waren. Seine Darstellung, im Grunde ein „Kriegstagebuch“, vermied offenbar die für die antike griechische Historiographie ansonsten typischen kulturhistorischen Exkurse. Ptolemaios hatte eventuell Zugriff auf offizielle Kanzleidokumente (Ephemeriden), was aber umstritten ist. Trotz teils stärkerer Skepsis in der neueren Forschung, scheint das Werk des Ptolemaios, das sicherlich nicht zuletzt seine eigenen Taten im Umfeld Alexanders würdigen sollte und in dem er nicht alle Details berichtete (wobei ihn manche wohl aufgrund seines primär militärgeschichtlichen Fokus nicht interessierten bzw. er nicht anwesend war), eine eher nüchterne Alexandergeschichten gewesen zu sein, die wertvolles Material enthielt.
Aristobulos von Kassandreia nahm als Techniker am Feldzug teil. Als alter Mann verfasste er eine Alexandergeschichte, die von der Thronbesteigung Alexanders bis zu dessen Tod reichte. Er scheint sich sehr für geographische, botanische und technische Themen interessiert zu haben. Sein Alexanderbild ist ein deutlich positives, wobei er romanhafte Erzählungen vermeidet und seine Darstellung offenbar sogar als Korrektiv dazu verfasste, aber etwa Alexanders Alkoholkonsum (ein bei den Alexanderhistorikern teils aufgegriffener Aspekt) abmildert und den König auch hinsichtlich anderer Beschuldigungen in Schutz nimmt. Aristobulos wurde oft weniger geschätzt als andere Alexanderhistoriker, wenngleich seine Darstellung in der Antike öfter gelesen wurde als die des Ptolemaios. Tatsächlich scheinen ihn militärische Details nicht interessiert zu haben, ebenso kritisierte er manche Autoren. Aus kulturgeschichtlicher Perspektive sind seine Angaben aber durchaus wertvoll.
Chares von Mytilene war Alexanders eisangeleus, womit er wohl für die Einhaltung des Hofprotokolls und für Audienzen verantwortlich war. Er war somit grundsätzlich über die Vorgänge im engeren Umkreis Alexander gut unterrichtet Dennoch hat er anscheinend spektakuläre, romanhaft ausgeschmückte Erzählungen verfasst; seine Glaubwürdigkeit ist denn auch umstritten. Seine Schilderung Persiens und Indiens war von kulturellen Klischees geprägt (dekadente Perser, trinksüchtige Inder), Alexander selbst wurde idealisiert dargestellt.
Onesikritos diente als Schiffsoffizier in Indien. Die wohl früh nach Alexanders Tod entstandene Biographie des gebildeten Onesikritos verherrlichte Alexander als tugendhaften Herrscher und hob sein Interesse an Philosophie und Literatur hervor. Die späteren Passagen, speziell im Hinblick an die Ereignisse in Indien, orientierten sich recht stark an dem Periplusgenre. Dort wurden Flora und Fauna beschrieben, wobei manche Schilderungen allerdings unzuverlässig und romanhaft ausgeprägt waren. Dennoch hatte sein Werk durchaus Einfluss auf das antike Alexanderbild, wahrscheinlich gerade aufgrund der lebendigen und teils exotisch wirkenden Darstellung, speziell im Hinblick auf Indien. Möglicherweise ist seine oft eher negative Bewertung in der Forschung zumindest teilweise der Überlieferungslage geschuldet, wodurch vor allem die wunderhaften Episoden von späteren Autoren (dem Publikumsgeschmack folgend) aufgegriffen wurden.
Nearchos war ein enger Gefährte Alexanders und diente ihm während des Feldzugs als nauarchos (Flottenbefehlshaber). Sein Bericht (periplus) über Indien genießt in der modernen Forschung einen besseren Ruf als der des Onesikritos, der unter Nearchos gedient hat. Sicherlich handelte es sich um keine typische Alexandergeschichte, sondern eher um ein Werk über das „Wunderland“ Indien. Flora und Fauna wurden ausführlich geschildert, ebenso vermerkt er Sitten der einheimischen Bevölkerung, topographische und geographische Details in mehreren Exkursen, vielleicht in Anlehnung an Herodot. Sein eher nüchterner, aber zuverlässiger Bericht wurde von späteren Geschichtsschreibern herangezogen. In der neueren Forschung wird er allerdings teils skeptischer betrachtet: Seine zwischen periplus und Geschichtswerk einzuordnendes Werk operierte topisch mit exotischen Publikumserwartungen hinsichtlich der neuen Welt, wobei er seine eigenen Leistungen indirekt hervorhob. Nearchos schrieb zudem nach Onesikritos, dessen Darstellung er durch seine eigene wohl kritisieren und herabsetzen wollte.
Marsyas von Pella war wohl ein Halbbruder von Antigonos I. Monophthalmos und ein Jugendgefährte Alexanders; er nahm zumindest am Anfang des Feldzugs teil. Er schrieb eine Geschichte Makedoniens (Makedonika) in zehn Büchern, deren Schwerpunkt auf der Zeit von Alexanders Vater Philipp II. lag, aber auch die Zeit bis 331 v. Chr. umfasste. Er wurde teils verwechselt mit dem später lebenden Marsyas von Philippi, der ebenfalls Makedonika verfasste. Des Weiteren sind nicht alle Fragmentzuordnungen zwischen beiden Autoren eindeutig. Über den Inhalt und die Tendenz hinsichtlich Alexander kann aus den wenigen Fragmenten kaum etwas abgeleitet werden. Marsyas soll auch ein separates Werk über die Erziehung Alexanders verfasst haben, was aber auch ein Irrtum sein kann; wahrscheinlicher ist, dass er diese Zeit in seinen Makedonika behandelt hat, die diesen Zeitraum abdecken.
Medios von Larisa war ein hetairos Alexanders und Feldzugsteilnehmer. Er stammte aus einer vornehmen und einflussreichen Familie. Er schrieb Memoiren über Alexander, über die kaum etwas bekannt ist. Medios galt aber als ein Schmeichler Alexanders. Er selbst wird in anderen Quellen mit rauschenden Festen in Verbindung gebracht, an denen Alexander noch kurz vor seinem Tod teilnahm, so dass Medios später verdächtigt wurde, den König vergiftet zu haben.
Polykleitos von Larisa, wie Medios aus Thessalien stammend, scheint am Alexanderzug teilgenommen zu haben, ob als junger Mann oder bereits im fortgeschrittenen Alter, ist aufgrund der wenigen, unsicheren Quellen zu ihm und seinem Werk schwer ersichtlich; er war aber offenbar kein Teil von Alexanders engerem Kreis. Seine Historien umfassten mindestens acht Bücher. Er wurde wohl bereits von Kleitarchos und sicher von späteren Alexanderhistorikern herangezogen; besonders Strabon scheint ihn recht intensiv genutzt zu haben.

## Die „gute“ Tradition
In der Forschung werden die Alexanderhistoriker häufig in zwei Gruppen eingeteilt, eine „gute“, das heißt als zuverlässiger geltende Tradition, und die sogenannte Vulgatatradition. Erstere basierte vor allem auf der Darstellung des Hofhistorikers Kallisthenes. Des Weiteren stützte sich diese Tradition auf die Alexandergeschichten des Aristobulos von Kassandreia und des Ptolemaios, die beide am Feldzug teilgenommen hatten. All diese Werke, in denen Alexander insgesamt positiv betrachtet wurde, sind heute verloren.
Im 2. Jahrhundert n. Chr. schrieb der gelehrte römische Politiker Arrian eine griechischsprachige Alexandergeschichte (Anabasis, in Anlehnung an das gleichnamige Werk des Xenophon, der ein Vorbild Arrians war) in sieben Büchern, die uns erhalten ist. Sie reicht von Alexanders Thronbesteigung 336 v. Chr. bis zu seinem Tod 323 v. Chr. Der Haupthandlung angehängt ist das sogenannte „indische Buch“, in dem Arrian Berichte über Indien auf Grundlage von Nearchos verarbeitet hat; er hat dort aber auch Megasthenes und Eratosthenes benutzt. Arrians Alexandergeschichte gilt in der Forschung als zuverlässigste Darstellung, da er sich hauptsächlich auf den nüchternen Ereignisbericht des Ptolemaios gestützt hat und ergänzend Aristobulos heranzog. Allerdings ist nicht immer so eindeutig, welche Passagen auf welcher Quelle basieren. Dies ist eines der Hauptprobleme in der modernen Arrianforschung, da Arrian dies nicht immer kenntlich macht, was in der antiken Geschichtsschreibung aber eher die Regel darstellt. Das Werk ist stilistisch klar verfasst, was ein zentraler Punkt ist, da der Stil in antiken Geschichtswerke eine wichtige Rolle spielte. Antike Geschichtswerke waren keine reine Faktengerüste, sondern, gerade wenn sie in der klassischen Tradition standen, literarisch anspruchsvoll.
Arrians Bewunderung für Alexander scheint erkennbar durch. Zu seinen Lebzeiten kursierten mehrere, uns nicht erhaltene Alexandergeschichten, deren offenbar stark romanhafte Ausprägung Arrian ablehnte und die er mit seiner Schilderung korrigieren wollte. Dennoch ist sein Held letztlich doch Alexander, dessen Charakter und Handeln sich den menschlichen Maßstäben entziehen. Dem göttlichen Wirken und dem Schicksal misst er, wie viele andere antike Historiker, größere Bedeutung zu. Generell bevorzugt Arrian eine erzählerische Distanz, mit nur wenigen eingestreuten direkten Reden. Wenngleich er seine Wertschätzung Alexanders kaum verdeckt, so ist seine betont nüchterne Schilderung zumindest teilweise von Abwägung seiner Quellen geprägt, was für antike Geschichtsschreiber keineswegs selbstverständlich ist. Die Ereignisgeschichte wird dementsprechend zuverlässig geschildert, wenngleich bisweilen selektiv bestimmte Episoden nur knapp oder gar nicht behandelt werden.
Bei dem von Arrian vermittelten Charakterbild Alexanders ist hingegen Skepsis geboten. Arrian betont die herausragenden und vom göttlichen Willen geleiteten Taten Alexanders, deren Schilderung er als seine Berufung empfindet. So wie Achilles von Homer unsterblich gemacht wurde, so wollte auch Arrian Alexanders Leistungen hervorheben und für die Nachwelt festhalten. In diesem Sinne kokettiert er ganz offen mit dem aus seiner Sicht angemessenen literarischen Talent. Er milderte manch düstere Episode während Alexanders Feldzug ab und entschuldigte charakterliche Schwächen als nur allzu menschlich; doch die außergewöhnlichen Taten Alexanders überstrahlen letztlich alles. Diese Tendenz verhinderte nicht, dass Arrian militärische und andere Abläufe zuverlässig beschreiben konnte, zumal er so auch Alexanders zweifellos vorhandenes militärisches Talent hervorhob, es prägt aber die Grundstruktur seiner Alexandergeschichte. In diesem Sinne ist Arrian allerdings keine Besonderheit, da, wie bereits festgehalten, alle Alexandergeschichten mehr oder weniger tendenziös gestaltet sind und das im Bereich der antiken Geschichtsschreibung nicht außergewöhnlich ist. Oft bleibt auch in der modernen Forschung bei aller berechtigten Skepsis hinsichtlich der Quellenkritik nur die mehr oder weniger plausibel wirkende Darstellung.

## DieVulgatatradition
Neben der „guten Tradition“ sind die Autoren der sogenannten Vulgatatradition zu nennen, die vor allem den dramatisch-romanhaften Aspekten von Alexanders Leben Beachtung schenkten, daher aber bisweilen nur wenig zuverlässig sind. In der Vulgatatradition wird Alexander durchaus negativ beurteilt, was ein interessantes Gegenbild zu den „guten“ Quellen bietet.
Die Vulgatatradition geht letztlich auf Kleitarchos zurück, dessen heute verlorenes Werk vielen späteren Autoren als Quelle diente. Kleitarchos selbst hat wohl nicht am Alexanderzug teilgenommen. Er stützte sich ebenfalls auf Kallisthenes, verwertete aber auch zusätzlich mündliche Überlieferungen. Das Werk des Kleitarchos umfasste mindestens 12 Bücher und ist nur fragmentarisch überliefert. Es beinhaltete mehrere Exkurse und wurde gerade aufgrund der dramatisierenden, oft stark ausgeschmückten Darstellung zur beliebtesten antiken Alexandergeschichte. Kleitarchos neigte zu einer theatralisch anmutenden Darstellung, so etwa beim Brand von Persepolis (der als Affekthandlung eines betrunkenen Königs beschrieben wird) oder beim Tod Alexanders. Er vermittelte ein insgesamt eher kritisches Alexanderbild, das aber keineswegs nur negativ geprägt war. 
An Kleitarchos lehnten sich später unter anderem Diodor, Quintus Curtius Rufus (der im Mittelalter viel gelesen wurde) und Pompeius Trogus (der lediglich in der Zusammenfassung des Iustinus vorliegt) an. Zur Vulgatatradition ist ebenfalls die Metzer Epitome zu rechnen. Auch Plutarch bediente sich bei dem Verfassen seiner Alexanderbiographie, schon aufgrund seiner Herangehensweise, eher aus dem Quellenmaterial dieser Historiker, wenn auch nicht ausschließlich; so finden sich bei Plutarch auch Berichte, die wohl auf den „guten Quellen“ basieren. Somit nimmt Plutarch eine gewisse Zwischenstellung ein.
Offenbar kursierten schon bald nach Alexanders Tod Berichte, in denen sein Leben dramatisierend dargestellt wurde und die romanhaft ausgeschmückt waren (siehe die genannten Autoren der Vulgata, vor allem Kleitarchos). Arrian hingegen war wenigstens um eine ansatzweise kritische Durchsicht des Materials bemüht. Wenngleich er dieses Ziel nicht in allen Punkten erreichte (so ist die positive Grundtendenz hinsichtlich Alexander offensichtlich), stellt sein Werk der allgemeinen Forschungsmeinung nach dennoch die zuverlässigste Alexandergeschichte dar, die uns überliefert ist, vor allem was die Ereignisgeschichte betrifft. Trotzdem müssen ergänzend auch Autoren wie Diodor, Curtius Rufus, Plutarch und Iustinus hinzugezogen werden, zumal diese teils Informationen und Ansichten bieten, die nicht bei Arrian vorkommen und daher eine wertvolle Ergänzung zu ihm darstellen. Der Begriff Vulgata sollte daher keine rein negative Konnotation haben, wenn auch kritisch mit allen Quellen verfahren werden muss.
Auch die nur sehr fragmentarisch erhaltenen Autoren Hegesias von Magnesia und Ephippos von Olynth haben eine negative Tendenz gehabt; zumindest bei Ephippos (Über den Tod Alexanders) ist dies recht offensichtlich. Über die Tendenz in den verlorenen Werken des Strattis von Olynth ist nichts bekannt.

## Weitere Entwicklung derAlexandergeschichtenin der Antike bis ins Mittelalter
Noch in der Spätantike wurden zahlreiche Berichte über Alexander angefertigt, den sich nicht wenige Kaiser zum Vorbild nahmen (Alexander-Imitatio). Von manchem Werk über Alexander sind nicht einmal Fragmente, sondern nur der Name überliefert (siehe etwa Praxagoras von Athen und Kriton von Pieria, sehr schlecht erhalten ist auch Antigenes).
Die Verarbeitung des Alexanderstoffes im Mittelalter stützte sich weitgehend auf den Alexanderroman, in dem die historische Realität hoffnungslos verzerrt wurde, der sich aber bis in die Moderne großer Popularität erfreute, und ist deshalb nicht mehr als Geschichtsschreibung zu verstehen.